# یوری تومین
یوری تومین (اوکراینی: Юрій Томин؛ زادهٔ ۲۳ دسامبر ۱۹۸۸) بازیکن والیبال اهل اوکراین است.